# Вільгельм фон Гартель
Вільгельм Август фон Гартель (нім. Wilhelm August von Hartel; 28 травня 1839, Дворце — 14 січня 1907, Відень) — австрійський філолог і політик.

## Біографія
У 1859—1863 роках Гартель навчався у Віденському університеті, де в 1864 році захистив докторську дисертацію. З 1869 року був екстраординарним, з 1872 року — ординарним професором класичної філології Віденського університету. У 1890—1891 роках обіймав посаду ректора Віденського університету.
Починаючи з 1891 року, Вільгельм Гартель працював на посаді директора Віденської придворної бібліотеки. У тому ж 1891 році був удостоєний звання почесного громадянина рідного міста. У 1900—1905 роках Гартель займав посаду міністра освіти і просвітництва Цислейтанії. Займався питаннями жіночої освіти.
Як міністр, Гартель вважався ліберальним політиком, він підтримував Віденську сецесію і сучасне мистецтво. Проте піддавався критиці з боку віденського публіциста Карла Крауса як «реакційний філолог» і «могильник університетів». 1882 року Гартель став дворянином.
Помер у 1907 році, похований на Гітцінзькому кладовищі Відня.
Як філолог Гартель відзначився критичними науковими публікаціями класичних текстів. У 1901 році був прийнятий почесним членом Геттінгенської академії наук. З 1893 року був членом-кореспондентом Прусської академії наук.
У 1957 році Австрійська академія наук заснувала Премію Вільгельма Гартеля за наукові успіхи в області філософії та історії.

## Наукові праці
- Homerische Studien (1871—1874; 2. Auflage 1873)
- Demosthenische Studien (1877—1878)
- Studien über attisches Staatsrecht und Urkundenwesen (1878)